# Lidtjärnet (Dals-Eds socken, Dalsland)
Lidtjärnet är en sjö i Bengtsfors kommun och Dals-Eds kommun i Dalsland och ingår i Örekilsälvens huvudavrinningsområde. Sjön har en area på 0,0811 kvadratkilometer och ligger 160,3 meter över havet. Sjön avvattnas av vattendraget Munkedalsälven (Valboån).

## Delavrinningsområde
Lidtjärnet ingår i det delavrinningsområde (652052-128826) som SMHI kallar för Ovan Svartebäck. Medelhöjden är 158 meter över havet och ytan är 52,27 kvadratkilometer. Det finns inga avrinningsområden uppströms utan avrinningsområdet är högsta punkten. Munkedalsälven (Valboån) som avvattnar avrinningsområdet har biflödesordning 2, vilket innebär att vattnet flödar genom totalt 2 vattendrag innan det når havet efter 67 kilometer. Avrinningsområdet består mestadels av skog (68 procent) och jordbruk (11 procent). Avrinningsområdet har 0,48 kvadratkilometer vattenytor vilket ger det en sjöprocent på 0,9 procent.